# Bandy Federation of India
Bandy Association of Indians, tidigare Bandy Federation of India, är det styrande organet för bandy i Indien. Huvudkontoret ligger i Aurangabad. Bandy Federation of India grundades 2002 och blev medlem i Federation of International Bandy samma år. Bytte till nuvarande namn på 10-talet.